# Preceptor
Preceptor (z lat. praeceptor, učitel) byl ve starší době učitel, později domácí učitel, učitelský pomocník nebo starší student, který procvičoval látku s mladšími kolegy. Na některých středních a vysokých školách učitel, který vede cvičení.

## Hudba
Mnich zodpovědný za hudbu v klášteře je nazýván také preceptorem. Jeho úkolem bylo naučit ostatní mnichy podle tradice zpívat. Tito mniši doprovázeli svým zpěvem bohoslužby a modlitby.
V pohádkovém filmu Tři oříšky pro Popelku dával preceptor pokyn k hudbě na zámeckém bále.

## Vzdělání
Studenti některých univerzit v Severní Americe, kteří jako dobrovolníci pomáhají svým profesorům s přípravou přednášek, jsou též nazýváni preceptory. Za tuto práci získávají kredit. Je to považováno za dobrou zkušenost ve vedení lidí, protože musí absolvovat kurz vedení, leadership.
Na některých starých univerzitách, jako jsou Harvard, Cambridge nebo Oxford, „preceptoři“ jsou zaměstnanci vyučující hudbu, matematiku, jazyky atd. Mezi preceptory na Harvardu byli například:
- novinář George Packer
- spisovatel Tom Perrotta
- odborník na kinematografii Richard Dyer
- básník Dan Chiasson